# 安東泰志
安東 泰志は、日本の実業家。投資ファンドのニューホライズンキャピタル取締役会長。シカゴ大学経営大学院修了。三菱銀行出身。2002年から再生ファンドを率いて三菱自動車、東急建設、日立ハウステック、たち吉などの取締役として事業再生に携わる。2016年から知事の側近として都政に携わる。事業再生実務家協会常議員。UWC ISAK監事。
フランスで活躍した画家・藤田嗣治作品の収集家としても知られる。2022年には、安東夫妻が藤田の作品に初めて出会った場所である長野県軽井沢町に、自らのコレクションを展示・収蔵する個人美術館『軽井沢安東美術館』を私財を投じて設立、同館の代表理事に就任した。

## メディア掲載
- 真金融立国論（ダイヤモンドオンライン）[3]
- マネー研究所　カリスマの直言（日経電子版）https://style.nikkei.com/article/DGXMZO34051460Q8A810C1000000?channel=DF280120166593
- インタビュー(MMR）[4]
- トップは語る[5]

## 著書
- V字回復を実現するハゲタカファンドの事業再生 (幻冬舎）
- 国際金融都市・東京構想の全貌（銀行研修社）
- 藤田嗣治　安東美術館の輝き（世界文化社）